# António Variações
António Joaquim Rodrigues Ribeiro, conhecido por António Variações ComIH (Amares, Fiscal, Pilar, 3 de dezembro de 1944 - Lisboa, São Domingos de Benfica, 13 de junho de 1984), foi um cantor e compositor português do início dos anos 1980. A sua curta discografia continuou a influenciar a música portuguesa nas décadas posteriores à sua precoce morte, aos 39 anos, deixando assim um legado para os tempos vindouros.

## Biografia
António Ribeiro nasceu no lugar de Pilar, freguesia de Fiscal, no concelho de Amares. Filho dos camponeses Jaime Ribeiro e sua mulher Deolinda de Jesus Rodrigues, Tonito, como a mãe lhe chamava, tinha onze irmãos e irmãs, embora dois deles tenham falecido muito cedo. A sua infância foi dividida entre os estudos e o trabalho no campo, para ajudar os pais. Jaime tocava cavaquinho e acordeão e foi a primeira inspiração de Variações, que desde cedo revelou a sua paixão pela música nas romarias e no folclore locais.
Aos onze anos, teve o seu primeiro emprego, em Caldelas, e em Janeiro de 1956 partiu para Lisboa. Aí, trabalhou como marçano, enquanto à noite tirava o curso comercial na Voz do Operário. Trabalhará depois como caixeiro e empregado de escritório.
Seguiu-se o serviço militar em Angola, numa zona pacífica, do qual regressou em Janeiro de 1970. Com a ajuda do amigo e colega Fernando Ataíde, foi admitido no Ayer, o primeiro cabeleireiro unissexo a funcionar em Portugal. Viajou até Londres, onde viviam um irmão e uma irmã, e trabalhou num “colégio de computadores”. Em 1972 regressou a Lisboa, tendo passado ainda por um salão no Centro Comercial Imaviz, onde exerceu a profissão de barbeiro. Em 1974, pouco antes do 25 de Abril, foi até Amesterdão, tendo ali ficado um ano, a trabalhar como cabeleireiro, e a desenvolver a sua técnica de corte, onde descobriu um novo mundo, querendo trazer para Portugal uma nova maneira de viver. Em 1976 juntou-se à equipa do primeiro salão unissexo que abriu em Portugal, dirigido por Isabel Queiroz do Vale. Em meados de 1979, abriu a sua própria barbearia, É Pró Menino e Prá Menina, na Rua de São José.

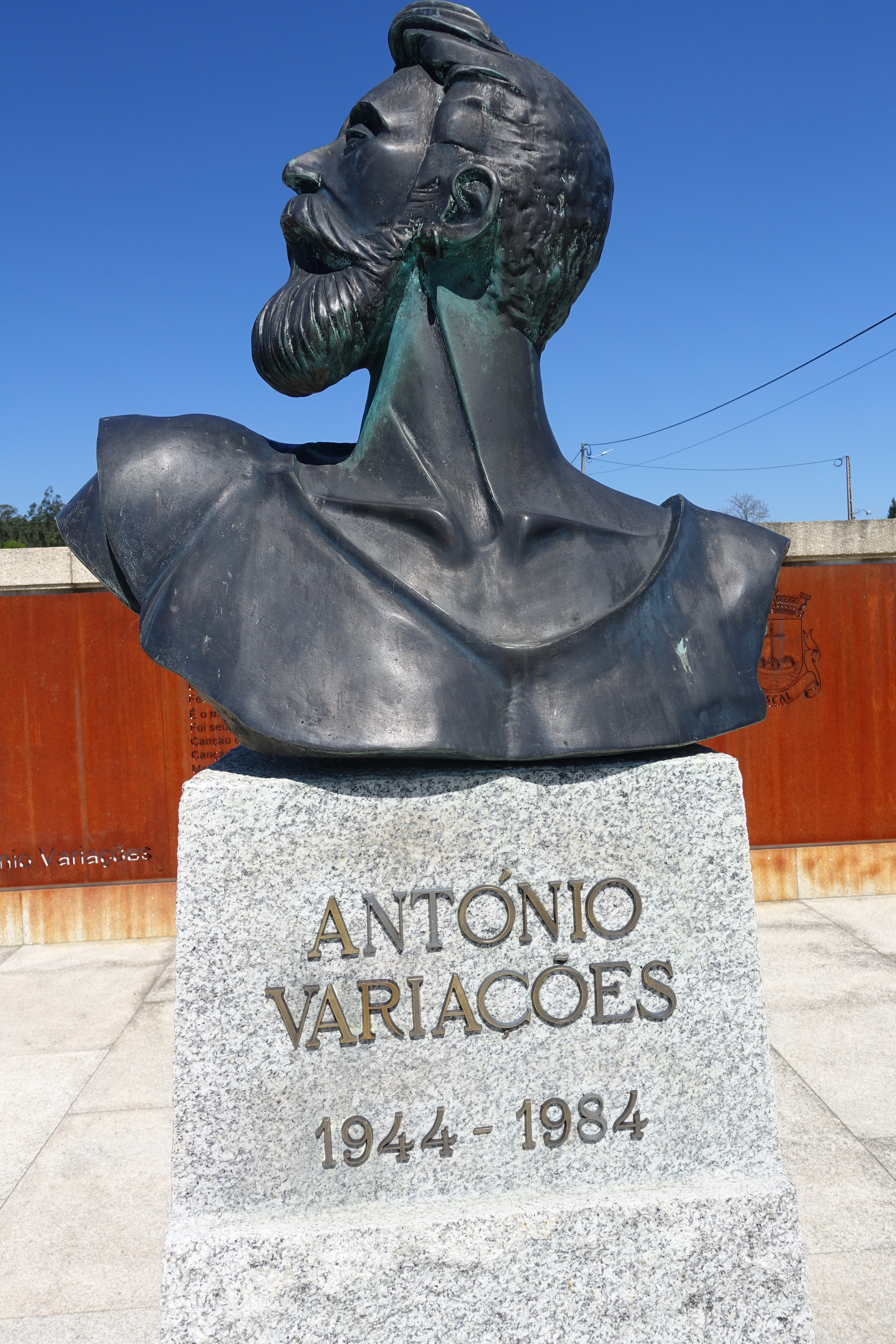
Busto de António Variações em Fiscal, Amares, da autoria do escultor Arlindo Fagundes.

Entretanto, deu igualmente início aos espectáculos com o grupo Variações, atraindo rapidamente as atenções. Por um lado, o seu visual excêntrico não passava despercebido e, por outro, o seu estilo musical combinava vários géneros, como o rock, o pop, os blues ou o fado. Em 1978, apresentou-se à editora Valentim de Carvalho e assinou contrato.
A discoteca Trumps ou o Rock Rendez-Vous foram os locais onde Variações se apresentou ao público. Em 1981, sem ter até aí editado qualquer música, participou no programa de televisão de Júlio Isidro, O Passeio dos Alegres, tendo cantado o tema Toma um comprimido, com uma encenação muito extravagante. A sua música e o seu estilo próprio e inconfundível fizeram com que depressa alcançasse uma fama razoável.
Editou o primeiro single com os temas Povo que Lavas no Rio de Amália Rodrigues (a sua maior referência), e Estou Além. De seguida, gravou o seu primeiro LP, Anjo da Guarda com dez faixas, todas de sua autoria, onde se destacaram os êxitos É p´ra Amanhã e O Corpo É que Paga. 
Em 1984 lançou o seu segundo trabalho, intitulado Dar e Receber, sendo a parte instrumental assegurada por alguns elementos da banda Heróis do Mar. Era Fevereiro e, dois meses depois, a 22 de Abril, Variações daria um concerto, na aldeia de Viatodos, concelho de Barcelos, durante as festas da "Isabelinha". Depois disso, aparece pela última vez em público no programa televisivo "A Festa Continua" de Júlio Isidro. Será a única interpretação no pequeno ecrã das faixas do novo disco, usando o mesmo pijama com ursinhos e coelhinhos que usou na sua primeira aparição televisiva. Variações cantou na Queima das Fitas de Coimbra de 1984, no dia 17 de Maio, na Noite da Psicologia, já gravemente doente, sendo que os seus amigos e familiares deixaram de receber notícias do cantor, que ficou hospedado por alguns dias em casa do seu amigo Ataíde até ter sido levado para o Hospital Pulido Valente, no dia 18 de Maio devido a um problema brônquico-asmático.
Quando Canção de Engate invadiu as rádios, já António Variações se encontrava internado no hospital. Transferido para a Clínica da Cruz Vermelha, morreu às 6h30 de 13 de Junho, vítima de uma broncopneumonia bilateral, especula-se que provavelmente foi causada pelo VIH, mas por causa do estigma que essa doença envolvia, o mistério permanece até hoje.. Foi sepultado no cemitério da terra natal, em Fiscal, Amares.
Vinte anos após a sua morte, em Dezembro de 2004, foi lançado um álbum em sua homenagem, com canções da sua autoria que nunca tinham sido editadas; sete conhecidos músicos portugueses formaram a banda Humanos e gravaram 12 músicas seleccionadas de um conjunto de cassetes "perdidas" no património de Variações administrado pelo irmão, Jaime Ribeiro.
Em entrevista, António Variações explicou o nome escolhido: "Variações é uma palavra que sugere elasticidade, liberdade. E é exactamente isso que eu sou e que faço no campo da música. Aquilo que canto é heterogéneo. Não quero enveredar por um estilo. Não sou limitado. Tenho a preocupação de fazer coisas de vários estilos."

## Homenagens
Ao longo dos anos têm sido várias as homenagens a título póstumo a António Variações. Além do busto colocado em Fiscal, a sua terra natal, há diversas referências na toponímia - no concelho de Amares, aparece em Fiscal, onde o nome do filho da terra designa a principal artéria da freguesia, a Avenida António Variações, e apadrinha ainda uma rua da freguesia de Ferreiros; em Lisboa, encontra-se perpetuado desde 1998 numa rua localizada na actual freguesia do Parque das Nações. 
A nível musical, têm-se multiplicado as homenagens, em disco e em palco. Uma das primeiras ocorreu a 10 de julho de 2004, no Teatro Maria Matos, em Lisboa, por onde desfilaram versões a cargo de músicos como Adolfo Luxúria Canibal, Armando Teixeira, Filipa Pais, Funkoffandfly, Lena D’Água, Maria João, Mário Laginha, Pop Dell’Arte, Rádio Macau, Tucanas, Vítor Rua e Vozes da Rádio, além de Jaime Ribeiro, sobrinho de Variações. 
A 31 de Maio de 2014, o Palco Mundo do Rock in Rio Lisboa, abriu com uma homenagem a António Variações. Os músicos que participam nesta homenagem foram: Linda Martini, Gisela João, Rui Pregal da Cunha e Deolinda, recordando os 30 anos de morte do cantor e compositor que marcou a história da música portuguesa. A direção artística esteve a cargo do cantor e compositor Zé Ricardo e teve planeamento do jornalista Nuno Galopim. A elaboração do espetáculo foi acompanhada pela família do cantor. 
Segundo o músico Zé Ricardo, Director Artístico desta homenagem; “ A influência da música de Variações perdura até aos dias de hoje, e ele continua a ser recordado, com carinho, por todos os portugueses, como uma figura excêntrica que criou um estilo de música muito próprio.”
Em 2014, por ocasião dos trinta anos após a sua morte e 70 do seu nascimento, a Banda Filarmónica de Idanha-a-Nova prestou tributo a António Variações, o evento contou com a contribuição da família do artista, e a participação de Lena D'Água. O tributo teve a participação de cerca de 90 intervenientes, entre os quais, estiveram os músicos da Filarmónica Idanhense, acompanhados vocalmente por Jaime Ribeiro e Luís Ribeiro (irmãos de António Variações), Jaime Rafael Ribeiro (sobrinho), Lena D'Água, (amiga pessoal e colega) e Rui Aziago, também cantor.
Em junho de 2016 estreou no Teatro São Luiz a peça "Variações, de António", uma encenação de Vicente Alves do Ó, com interpretação de Sérgio Praia.
Em 2019, ano em que o cantor celebraria os 75 anos de vida, assinalaram-se várias iniciativas de celebração.
A 29 de junho, num palco instalado nos jardins da Torre de Belém, o espetáculo "António & Variações" encerrou o programa das Festas de Lisboa. Acompanhados pela Orquestra Metropolitana de Lisboa, subiram ao palco Ana Bacalhau, Conan Osiris, Lena d´Água, Manuela Azevedo, Paulo Bragança e Selma Uamusse, para interpretarem 24 temas de António Variações. O concerto teve direção artística de Luís Varatojo, orquestrações de Filipe Melo, Filipe Raposo e Pedro Moreira e contou ainda com a participação do coro Gospel Collective e do acordeonista João Gentil.
A 22 de agosto estreou o filme Variações, com realização e argumento de João Maia, com Sérgio Praia a encarnar o personagem.. No dia seguinte foi lançada a banda sonora do filme, um disco de 10 temas de António Variações com arranjos de Armando Teixeira.
Em 17 de novembro de 2020, o Presidente da República Marcelo Rebelo de Sousa condecorou, no Palácio de Belém, António Variações, a título póstumo, com o grau de Comendador da Ordem do Infante D. Henrique, por alvará de 8 de novembro de 2019.
Em 2023 foi anunciado que a escola primária de Fiscal, onde António Variações estudou nos anos 50, vai ser transformada num centro interpretativo em homenagem ao cantor. A obra estará concluída em 2025.

## Reconhecimento e impacto sociocultural
A 7 e 8 de dezembro de 2017 a Faculdade de Letras da Universidade de Coimbra organizou, ao longo de dois dias, a conferência “Variações sobre António – Um colóquio em torno de António Variações”. O encontro versou exclusivamente a obra e a figura do cantor e juntou cerca de meia centena de especialistas que asseguraram um programa composto por mais de 30 comunicações, complementadas por debates, espetáculos e performances.
A 5 e 6 de dezembro de 2024 a Faculdade de Ciências Sociais e Humanas da Universidade Nova de Lisboa organizou o colóquio “’De olhar para trás, pensamento em frente’ – Variações em Torno de António”, onde foram abordados temas como “Vida rural em Portugal até aos anos 70. Migrações internas: do campo para a cidade, de Portugal para o estrangeiro”; “Questões de género e sexualidade: perseguições, encarceramento, e as possíveis e raras afirmações de homossexualidade”; “Impactos da Guerra Colonial nas sociedades portuguesa e africanas”; “Experiências de infância e adolescência nas décadas de 1940 a 1970”; “A emergência da contracultura nas décadas de 1970 e 1980: música, moda, e espaços de sociabilidade alternativa. A homossexualidade sem máscaras. A consagração do direito ao divórcio. Os Direitos das Mulheres. A liberalização dos costumes”; “A Liberdade de Imprensa e seus reflexos nos costumes e mentalidades”; “Anos 80. A SIDA/VHI, o ‘Castigo de Deus’?”; ou “A vida e o legado de António Variações: a sua sonoridade, a profundidade dos seus poemas/letras de canções, e o entorno cultural e social dos ‘Queridos Anos 80’”. A vida de Variações serviu de ponto de partida às temáticas escolhidas, a partir do reconhecimento de que “o cantor cruzou, viveu e passou por estas etapas – do trabalho infantil em contexto rural, à migração para a grande cidade; da Guerra Colonial às viagens para fora do país; da afirmação de um percurso musical suportado pela criação de uma imagem inimitável, do sucesso estrondoso até à morte temprana sob o signo de uma doença ‘maldita’”. 

## Reconhecimento e impacto musical
O álbum Anjo da Guarda integra a seleção do livro “Os melhores Discos da Música Popular Portuguesa, 1960-1997”, publicado em 1998 pelo jornal Público.
Em 2005, na lista “25 anos 25 discos” elaborada pelo Jornal de Letras, por ocasião do seu 25.º aniversário, o álbum Anjo da Guarda integra o grupo de seis obras que ocupam a 10.ª posição da tabela, enquanto Dar e Receber se encontra no 19.º lugar, com outros três trabalhos. Apenas dois autores têm dois álbuns na lista (os outros são os GNR).
Em novembro de 2009, a edição especial comemorativa dos 25 anos da revista BLITZ também coloca os dois álbuns na lista dos discos mais importantes da década de 80 – Anjo da Guarda e Dar e Receber ocupam, respetivamente, as 6.ª e 13.ª posições. Na votação, participada por mais de 60 profissionais da música, é ainda feita uma escolha das melhores canções desse período, em que aparecem Canção do Engate (3.º lugar), É P’ra Amanhã (8.º lugar) e Estou Além (10.º lugar).
Cinco anos depois, em novembro de 2014, a mesma revista apresenta uma seleção dos melhores discos dos 30 anos anteriores (desde 1984, ano de publicação do 1.º número do então jornal), colocando em 1.º lugar o álbum Humanos.
Já em 2024, e ainda na revista Blitz, Dar & Receber é considerado o 4.º melhor álbum do período entre 1984 e 2023, numa escolha feita por 170 personalidades ligadas ao meio da música, com vista à escolha dos 40 melhores discos publicados desde o ano da fundação daquele título. Nos três primeiros lugares ficaram Viagens (1.º), de Pedro Abrunhosa, O Monstro Precisa de Amigos (2.º), dos Ornatos Violeta, e Circo de Feras (3.º), dos Xutos & Pontapés (3.º).

## Discografia

### Singles
- 1982 - Povo que lavas no rio / Estou além
- 1983 - É p'ra amanhã…/ Quando fala um português…
- 1997 - Canção de engate (póstumo)
- 1997 - O corpo é que paga (remistura de Nuno Miguel) (póstumo)
- 1998 - Minha cara sem fronteiras - entre Braga e Nova Iorque (póstumo)

### Maxi-singles
- 1982 - Povo que lavas no rio / Estou além
- 1983 - É p'ra amanhã… / Dar e receber (promo)

### Álbuns
- 1983 - Anjo da guarda
- 1984 - Dar & Receber
- 1998 - Anjo da guarda (póstumo, remasterizado, inclui faixa extra Povo que lavas no rio)
- 2000 - Dar & receber (póstumo, remasterizado, inclui três versões (duas remisturas) do inédito Minha cara sem fronteiras)

### Compilações
- 1997 - O melhor de António Variações (compilação/best-of)
- 2006 - A história de António Variações - entre Braga e Nova Iorque (compilação, inclui temas inéditos)

## Versões
| Canções                        | Autores |
| "Anjo da Guarda"               | RAMP (2005); André Sardet (2008) |
| "Canção"                       | Octo Records - Nyvs Edit (2023) |
| "Canção de Engate"             | Delfins (1987); Tayti (2008); Ar de Rock (2010); Tiago Bettencourt (2012); Madalena Trabuco (adaptação em francês – "Se Donner", 2015); Phill Kay (adaptação em inglês - "The Coupling Song", 2015); Filipe Catto (2017); União das Tribos com Miguel Ângelo (2017); The Beheaded (2017); Starshine and the Everlost (2019); Zeca Baleiro (2020); Almanave (2020); Digital Ghost (2020) |
| "Dar e Receber"                | MDA (1996); Funkoffandfly (2004), Smix Smox Smux (2015) |
| "Deolinda de Jesus"            | Isabel Silvestre (1997) |
| "É P’ra Amanhã"                | Tim (2012); Mamashemade (2023) |
| "Estou Além"                   | Lena D’Água (1987); Amarguinhas (1995); IRIS (1995); MDA (1996); Donna Maria (2004); Laura Wrona (2016); Cairo Braga (2021) |
| "O Corpo É Que Paga"           | Tayti (2011); O Louco - aka Igor (2013); Judge Rui Flip (2019) |
| "Toma o Comprimido"            | TV Rural (2012) |
| "Visões Ficções (Nostradamus)" | Dead Combo & Márcia (2013); DaFonseca (2021) |
| "Voz, Amália de Nós"           | Lina e Raül Refree (2020) |

### Álbuns
- 1994 - Variações - As canções de António (álbum tributo)
- 2019 - Variações (banda sonora do filme com o mesmo nome, com orquestrações de Armando Teixeira)
- 2025 - Fado Variações (EP) - Telmo Pires

### Inéditos gravados por outros músicos

#### Álbuns
- 1989 - Tu Aqui - Lena d'Água (inclui 5 inéditos de Variações)
- 2004 - Humanos - Humanos (12 inéditos de Variações, 4 deles já gravados por Lena D’Água)
- 2006 - Humanos ao Vivo - Humanos (formato CD com dois DVD, letras e músicas por António Variações)

#### Canções
- 2014 - Parei na Madrugada - O'queStrada
- 2016 - Ao Passar Por Braga Abaixo - Telmo Pires
- 2019 - Quero Dar Nas Vistas - Sérgio Praia & Armando Teixeira (banda sonora do filme Variações)
- 2022 - Guerra Nuclear - Marisa Liz
- 2022 - Quero é Viver (estreada pelos Humanos; tema de genérico da telenovela do mesmo nome) - Sara Correia

## Filmes
- O Bôbo (1987)
- Variações (2019)